# رزا مارکز
رزا مارکز (انگلیسی: Rosa Márquez؛ زادهٔ ۲۲ دسامبر ۲۰۰۰) بازیکن فوتبال اهل اسپانیا است.
وی همچنین در تیم ملی فوتبال زنان اسپانیا بازی کرده‌است.